# Spektrum matice
V lineární algebře se spektrem čtvercové matice rozumí multimnožina všech jejích vlastních čísel.
Spektrum matice {\displaystyle {\boldsymbol {A}}} se obvykle značí {\displaystyle \sigma ({\boldsymbol {A}})}, nebo {\displaystyle \mathrm {sp} ({\boldsymbol {A}})}.

## Definice
Je-li dána čtvercová matice {\displaystyle {\boldsymbol {A}}} řádu {\displaystyle n} nad tělesem {\displaystyle T}, potom vlastním číslem {\displaystyle {\boldsymbol {A}}} se rozumí skalár {\displaystyle \lambda \in T}, pro nějž existuje vektor {\displaystyle {\boldsymbol {u}}\in T^{n}\setminus {\boldsymbol {0}}} takový, že platí rovnost {\displaystyle {\boldsymbol {A}}{\boldsymbol {u}}=\lambda {\boldsymbol {u}}}. Lze ukázat, že vlastní čísla tvoří množinu kořenů charakteristického polynomu matice definovaného jako {\displaystyle p_{\boldsymbol {A}}(x)=\det({\boldsymbol {A}}-x\mathbf {I} )}.
Prvky spektra jsou vlastní čísla {\displaystyle {\boldsymbol {A}}} čili kořeny charakteristického polynomu {\displaystyle {\boldsymbol {A}}}. Násobnost vlastního čísla {\displaystyle \lambda } ve spektru, tzv. algebraická násobnost, odpovídá jeho násobnosti coby kořene charakteristického polynomu.
Obecněji, je-li {\displaystyle V} vektorový prostor konečné dimenze nad nějakým tělesem {\displaystyle T} a {\displaystyle f:V\to V} je lineární zobrazení, potom spektrum zobrazení {\displaystyle f}, je multimnožinou skalárů {\displaystyle \lambda } takových, že zobrazení {\displaystyle f-\lambda \mathrm {id} } není invertibilní.

### Ukázka
Reálná matice
{\displaystyle {\boldsymbol {A}}={\begin{pmatrix}5&4&2&1\\0&1&-1&-1\\-1&-1&3&0\\1&1&-1&2\end{pmatrix}}}
Má charakteristický polynom
{\displaystyle {\begin{aligned}p_{\boldsymbol {A}}(x)&=\det({\boldsymbol {A}}-x\mathbf {I} )\\&={\begin{vmatrix}5-x&4&2&1\\0&1-x&-1&-1\\-1&-1&3-x&0\\1&1&-1&2-x\end{vmatrix}}\\&=x^{4}-11x^{3}+42x^{2}-64x+32\\&=(1-x)(2-x)(4-x)^{2}\end{aligned}}}
Spektrum matice {\displaystyle {\boldsymbol {A}}} tvoří multimnožina kořenů charakteristického mnohočlenu včetně násobností:
{\displaystyle \sigma ({\boldsymbol {A}})=\{1,2,4,4\}}
Reálná matice 
{\displaystyle {\boldsymbol {B}}={\begin{pmatrix}0&1&0\\-1&0&0\\0&0&2\end{pmatrix}}}
Má charakteristický polynom
{\displaystyle {\begin{aligned}p_{\boldsymbol {B}}(x)&=\det({\boldsymbol {B}}-x\mathbf {I} )\\&={\begin{vmatrix}-x&1&0\\-1&-x&0\\0&0&2-x\end{vmatrix}}\\&=-x^{3}+2x^{2}-x+2\\&=(2-x)(x^{2}+1)\end{aligned}}}
Spektrum matice {\displaystyle {\boldsymbol {B}}} tvoří v oboru reálných čísel je jednoprvková množina:
{\displaystyle \sigma ({\boldsymbol {B}})=\{2\}}
V oboru komplexních čísel lze rozložit i polynom {\displaystyle x^{2}+1} na lineární faktory. Proto byla-li by {\displaystyle {\boldsymbol {B}}} brána jako komplexní matice, měla by spektrum {\displaystyle \sigma ({\boldsymbol {B}})=\{2,\mathrm {i} ,-\mathrm {i} \}}.

## Vlastnosti
Determinant matice nad algebraicky uzavřeným tělesem, jako jsou např. komplexní čísla, je roven součinu jejích vlastních čísel. Podobně se stopa matice rovná součtu jejích vlastních čísel. Z tohoto pohledu lze definovat pseudodeterminant singulární matice jako součin jejích nenulových vlastních čísel. Tato veličina se používá  pro hustotu vícerozměrného normálního rozdělení.
Spektrální rozklad diagonalizovatelné matice je její rozklad do specifické kanonické formy, přičemž matice je reprezentována svými vlastními čísly a vlastními vektory.
Odhad na prvky spektra komplexních matic dává Geršgorinova věta o kruzích.

### Spektrální poloměr
V řadě aplikací, jako např. PageRank, je podstatné dominantní vlastní číslo, tj. to s největší absolutní hodnotou. Spektrálním poloměrem reálné či komplexní matice {\displaystyle {\boldsymbol {A}}} se nazývá číslo
{\displaystyle \rho ({\boldsymbol {A}})=\max\{|\lambda _{1}|,|\lambda _{2}|,\cdots ,|\lambda _{n}|\}},
kde {\displaystyle \sigma ({\boldsymbol {A}})=\{\lambda _{1},\lambda _{2},\cdots ,\lambda _{n}\}} je spektrum matice {\displaystyle {\boldsymbol {A}}}.
V jiných aplikacích je podstatné vlastní číslo nejmenší absolutní hodnoty, ale obecně celé spektrum poskytuje cenné informace o matici.